# Кастел Саразен
Кастел Саразен (фр. Castel-Sarrazin) насеље је и општина у југозападној Француској у региону Аквитанија, у департману Ланд која припада префектури Дакс.
По подацима из 2011. године у општини је живело 534 становника, а густина насељености је износила 44,46 становника/km². Општина се простире на површини од 12,01 km². Налази се на средњој надморској висини од 34 метара (максималној 73 m, а минималној 25 m).

## Демографија
| 1962. | 1968. | 1975. | 1982. | 1990. | 1999. | 2011. |
| ----- | ----- | ----- | ----- | ----- | ----- | ----- |
| 404   | 419   | 378   | 371   | 363   | 360   | 534   |

График промене броја становника у току последњих година